# Torneo del Interior 1998
Il Torneo del Interior 1998 fu la prima edizione di questo campionato riservato alle squadre dell'Interno dell'Argentina (non parteciparono le squadre della capitale, ossia quelle iscritte all'U.R.B.A.).
Fu il primo segno tangibile della separazione avvenuta due anni prima della federazione nazionale dai club della capitale (sino ad allora la U.A.R. era al tempo stesso federazione provinciale e nazionale).

## Formula
Partecipano 43 squadre divise in due Gruppi a loro volta divisi in Zone.
Zona A: partecipano le prime 4 squadre delle unioni di Cuyo, Cordoba, Rosario e Tucuman (una per girone per ciascuna unione). 4 "Zone" di 4 squadre. Le prime due di ogni zona alla fase finale a gironi.
 Zona B : Partecipano le quinte delle unioni sopradette, le prime di alcune unioni e le prime e seconde di altre, per un totale di 27 squadre, divise in 5 gironi da 5 o 6 squadre. Si qualificano le prime di ogni zona: tre direttamente alla fase finale, due ad un "barrage".
 Seconda fase : 12 squadre divise in 4 gironi di tre: le vincenti alle semifinali
Semifinali : match di sola andata
Finale: match di sola andata

## Gruppo A

### Zona 1
Partecipano Mendoza Rugby Club (Cuyo), Tala Rugby Club (Cordoba), Duendes Rugby Club (Rosario), Tucuman Rugby Club
| 5 settembre  | Mendoza R.C. - Tala R.C.    | 10 - 43 |
| 5 settembre  | Duendes R.C. - Tucumán R.C. | 20 - 7  |
| 12 settembre | Tala R.C. - Tucumán R.C.    | 38 - 29 |
| 12 settembre | Duendes R.C. - Mendoza R.C. | 44 - 7  |
| 19 settembre | Tala R.C. - Duendes R.C.    | 27 - 17 |
| 19 settembre | Tucumán R.C. - Mendoza R.C. | 45 - 24 |

Qualificate: Tala e Duendes

### Zona 2
Partecipano: Marista Rugby Club (Cuyo), Jockey Club de Córdoba,   Tucuman Lawn Tennis, Gimnasia y Esgrima de Rosario
| 5 settembre  | Tucumán Lawn Tenis - Marista R.C.                      | 22 - 17 |
| 5 settembre  | Jockey Club de Córdoba - Gimnasia y Esgrima de Rosario | 35 - 29 |
| 12 settembre | Marista R.C. - Gimnasia y Esgrima de Rosario           | 20 - 18 |
| 12 settembre | Jockey Club de Córdoba - Tucumán Lawn Tenis            | 42 - 18 |
| 19 settembre | Marista R.C. - Jockey Club de Córdoba                  | 32 - 25 |
| 19 settembre | Gimnasia y Esgrima (Ros) - Tucumán Lawn Tenis          | 27 - 16 |

Qualificate: Marista Rugby Club, Jockey Club de Córdoba

### Zona 3
Partecipano: Los Tordos R.C. (Cuyo), Córdoba Athletic, Logaritmo R.C. (Rosario), Universitario de Tucumán
| 5 settembre  | Logaritmo R.C. - Universitario de Tucumán  | 13 - 31 |
| 5 settembre  | Los Tordos - Córdoba Athletic              | 35 - 26 |
| 12 settembre | Universitario R.C. - Córdoba Athletic Club | 19 - 20 |
| 12 settembre | Los Tordos - Logaritmo R.C.                | 31 - 27 |
| 19 settembre | Universitario de Tucumán - Los Tordos      | 25 - 26 |
| 19 settembre | Córdoba Athletic - Logaritmo R.C.          | 52 - 33 |

Qualificate: Los Tordos, Córdoba Athletic

### Zona 4
Partecipano:La Tablada (Cordoba), Jockey Club de Rosario, Liceo R.C. de Mendoza, Los Tarcos R.C. (Tucuman)
| 5 settembre  | La Tablada - Jockey Club de Rosario      | 21 - 28 |
| 5 settembre  | Los Tarcos R.C. - Liceo R.C.             | 30 - 28 |
| 12 settembre | Jockey Club de Rosario - Liceo R.C.      | 45 - 37 |
| 12 settembre | Los Tarcos - La Tablada                  | 30 - 30 |
| 19 settembre | Jockey Club de Rosario - Los Tarcos R.C. | 34 - 19 |
| 19 settembre | Liceo R.C. - La Tablada                  | 17 - 58 |

Qualificate: La Tablada, Jockey Club de Rosario

## Gruppo B

### Zona 1
Partecipano: Santa Fe RC e Universitario (Santa Fè) Palermo Bajo (Cordoba), Estudiantes Paranà e Club Tilcara (Entre Rios), Los Miuras (Oeste
)
| 23 agosto    | Palermo Bajo - Los Miuras                         | 82 - 8  |
| 23 agosto    | Universitario de Santa Fe - Santa Fe R.C.         | 22 - 35 |
| 23 agosto    | Estudiantes (Paraná) - Club Tilcara               | 45 - 17 |
| 29 agosto    | Club Tilcara - Los Miuras                         | 37 - 41 |
| 29 agosto    | Santa Fe R.C. - Estudiantes de Paraná             | 19 - 13 |
| 29 agosto    | Palermo Bajo - Universitario de Santa Fe          | 39 - 21 |
| 5 settembre  | Los Miuras - Santa Fe R.C.                        | 10 - 27 |
| 5 settembre  | Universitario de Santa Fe - Estudiantes de Paraná | 22 - 20 |
| 5 settembre  | Club Tilcara - Palermo Bajo                       | 24 - 56 |
| 12 settembre | Palermo Bajo - Santa Fe R.C.                      | 41 - 20 |
| 12 settembre | Universitario de Santa Fe - Club Tilcara          | 34 - 21 |
| 12 settembre | Estudiantes de Paraná - Los Miuras                | 63 - 10 |
| 19 settembre | Estudiantes de Paraná - Palermo Bajo              | 53 - 10 |
| 19 settembre | Los Miuras - Universitario Santa Fe               | 8 - 23  |
| 19 settembre | Santa Fe R.C. - Club Tilcara                      | 34 - 19 |

- Qualificata:  Palermo Bajo

### Zona 2
Partecipano: Santiago Lawn Tenis (Santiago del estero), Jockey Club de Salta e (Salta),  Suri R.C. (Jujuy), Natación y Gimnasia e Cardenales (Tucumàn)
| 23 agosto    | Santiago Lawn Tenis - Suri R.C.            | 148 - 3 |
| 23 agosto    | Jockey Club de Salta - Cardenales R.C.     | 36 - 21 |
| 29 agosto    | Suri R.C. - Jockey Club de Salta           | 18 - 12 |
| 29 agosto    | Natación y Gimnasia - Santiago Lawn Tenis  | 29 - 42 |
| 5 settembre  | Santiago Lawn Tenis - Jockey Club de Salta | 42 - 27 |
| 5 settembre  | Cardenales R.C. - Natación y Gimnasia      | 32 - ?? |
| 12 settembre | Natación y Gimnasia - Suri R.C.            | N.D.    |
| 12 settembre | Santiago Lawn Tenis - Cardenales R.C.      | 26 - 17 |
| 19 settembre | Jockey Club de Salta - Natación y Gimnasia | 24 - 21 |
| 19 settembre | Suri R.C. - Cardenales R.C.                | 29 - 28 |

- Qualificata:  Santiago Lawn Tenis

### Zona 3
Partecipano: Centro de Cazadores (Misiones), Aguará R.C. (Formosa), Aranduroga R.C., Taragüy R.C (Corientes e Universitario de Rosario 
| 23 agosto    | Centro de Cazadores - Aguará R.C.              | 26 - 22 |
| 23 agosto    | Taragüy R.C. - Aranduroga R.C.                 | 18 - 15 |
| 29 agosto    | Aguará R.C. - Taragüy R.C.                     | 0 - 30  |
| 29 agosto    | Universitario de Rosario - Centro de Cazadores | 92 - 26 |
| 5 settembre  | Centro de Cazadores - Taragüy R.C.             | 19 - 29 |
| 5 settembre  | Aranduroga R.C. - Universitario de Rosario     | 25 - 17 |
| 12 settembre | Universitario de Rosario - Aguará R.C.         | 99 - 19 |
| 12 settembre | Centro de Cazadores - Aranduroga R.C.          | 27 - 66 |
| 19 settembre | Taragüy R.C. - Universitario de Rosario        | 22 - 38 |
| 19 settembre | Aguará R.C. - Aranduroga R.C.                  | 17 - 36 |

- Qualificata: Aranduroga R.C.

### Zona 4
Partecipano: Teque R.C.(Cuyo),   Los Cardos R.C. (Centro), Roca R.C., Nequén R.C. (Alto Valle), San Juan R.C. - Universidad Nacional de San Juan (San Juan)
, Roca R.C.
| 8 agosto     | Teque R.C. - Los Cardos R.C.                     | 57 - 3  |
| 8 agosto     | Nequén R.C. - Roca R.C.                          | 20 - 27 |
| 8 agosto     | San Juan R.C. - Universidad Nacional de San Juan | 9 - 16  |
| 15 agosto    | Nequén R.C. - San Juan R.C.                      | 14 - 33 |
| 15 agosto    | Roca R.C. - Universidad Nacional de San Juan     | 15 - 24 |
| 17 agosto    | Nequén R.C. - Universidad Nacional de San Juan   | 17 - 64 |
| 17 agosto    | Roca R.C. - San Juan R.C.                        | 14 - 17 |
| 23 agosto    | Los Cardos R.C. - Roca R.C.                      | 12 - 35 |
| 23 agosto    | Teque R.C. - San Juan R.C.                       | 17 - 10 |
| 28 agosto    | Neuquén R.C. - Tequé R.C.                        | 9 - 23  |
| 28 agosto    | Universidad Nac.San Juan - Los Cardos R.C.       | 22 - 3  |
| 30 agosto    | Roca R.C. - Tequé R.C.                           | 9 - 23  |
| 30 agosto    | San Juan R.C. - Los Cardos R.C.                  | 77 - 12 |
| 12 settembre | Universidad Nac.San Juan - Tequé R.C.            | 21 - 28 |
| 12 settembre | Los Cardos R.C. - Neuquén R.C.                   | 5 - 19  |

- Qualificata al barrage:  Tequé R.C.

### Zona 5
Partecipano: 
San Jorge R.C. (Austral), Pueyrredón R.C., Sporting R.C. (Mar del Plata), Patoruzú R.C. (Chubut), Sociedad Sportiva bahia Blanca (Sur)
| 8 agosto     | San Jorge R.C. - Club Sociedad Sportiva      | 11 - 10 |
| 8 agosto     | Sporting R.C. - Pueyrredón R.C.              | 25 - 21 |
| 15 agosto    | Pueyrredón R.C. - San Jorge R.C.             | 55 - 5  |
| 17 agosto    | Sporting R.C. - San Jorge R.C.               | 43 - 14 |
| 23 agosto    | Patoruzú R.C. - Sociedad Sportiva (B.Blanca) | 10 - 28 |
| 29 agosto    | Sociedad Sportiva - Pueyrredón R.C.          | 24 - 21 |
| 29 agosto    | Patoruzú R.C. - IRPSporting Club             | 8 - 16  |
| 5 settembre  | San Jorge R.C. - Patoruzú R.C.               | 18 - 31 |
| 5 settembre  | Sociedad Sportiva - IRP Sporting Club        | 27 - 24 |
| 12 settembre | Pueyrredón R.C. - Patoruzú R.C.              | 24 - 31 |

- Qualificata al Barrage:  Sociedad Sportiva

### Barrage
| 19 settembre | Sociedad Sportiva - Tequé Rugby Club | 37 - 39 |

## Seconda fase
Tutte le partite sono stati disputati sul terreno del club dello stesso girone non impegnato nel match stesso.

### Zona A
| 26 settembre | Aranduroga R.C. - Tala R.C.      | 10 - 32 |
| 3 ottobre    | La Tablada R.C.- Aranduroga R.C. | 46 - 5  |
| 10 ottobre   | Tala R.C. - La Tablada R.C.      | 3 - 15  |

- Qualificata:  La Tablada R.C.

### Zona B
| 26 settembre | Palermo Bajo - Jockey Club (Cor)     | 25 - 30 |
| 3 ottobre    | Córdoba Athletic - Palermo Bajo      | 49 - 30 |
| 10 ottobre   | Jockey Club (Cor) - Córdoba Atheltic | 38 - 27 |

- Qualificata: Jockey Club Cordoba

### Zona C
| 26 settembre | Tequé R.C. - Los Tordos        | 19 - 25 |
| 3 ottobre    | Marista R.C. - Tequé R.C.      | 35 - 21 |
| 10 ottobre   | Los Tordos R.C. - Marista R.C. | 12 - 23 |

- Qualificata: Marista R.C.

### Zona D
| 26 settembre | Santiago LT - Jockey de Rosario  | 34 - 47 |
| 3 ottobre    | Duendes R.C. - Santiago LT       | 46 - 10 |
| 10 ottobre   | Jockey de Rosario - Duendes R.C. | 10 - 15 |

- Qualificata: Duendes R.C.

## Semifinali
| 17 ottobre | La Tablada - Jockey Club de Córdoba | 27 - 47 |
| 17 ottobre | Marista R.C. - Duendes R.C.         | 29 - 25 |

## Finale
| 24 ottobre | Jockey Club de Córdoba - Marista R.C. | 25-13 |